# Port de Capbreton
Le port de Capbreton est un site fluvial côtier aménagé en un port de pêche et un port de plaisance, dans la commune de Capbreton, dans le département français des Landes. Il est l'unique port de pêche du département.

## Présentation
Le port de Capbreton et le lac d'Hossegor sont les vestiges de l'ancien estuaire de l'Adour. Le port occupe la section aval des rivières Bourret et Boudigau ainsi que leur confluence, qui communique avec la passe du Boucarot. Cette passe relie le canal d'Hossegor à l'océan Atlantique.

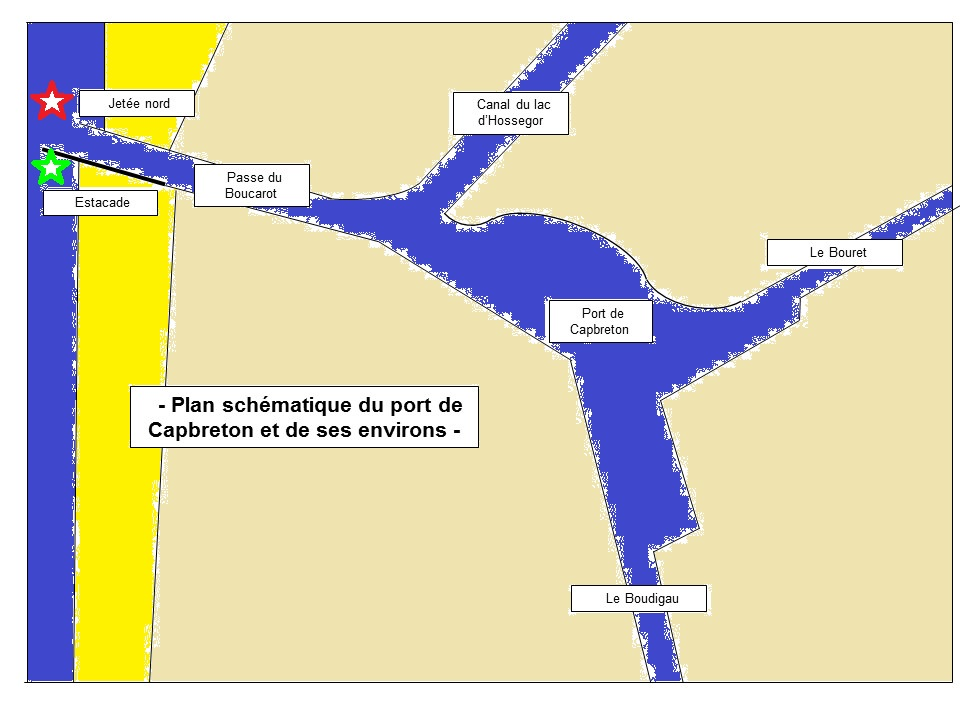
Plan du port de Capbreton

### Pêche
Dix-neuf bateaux constituent la flottille du port de Capbreton. Ces unités polyvalentes de petite taille, allant de 7 à 15 mètres de long, allient fileyeurs et ligneurs, pouvant travailler avec différents engins de pêche (filets, lignes et palangres, casiers, nasses, etc.) selon les saisons et les espèces visées. La pêche pratiquée est artisanale. Les marins peuvent vendre directement au consommateur sans passer par une criée le produit de leur pêche, depuis un édit de Colbert (XVIIe siècle) qui les y autorise à titre exceptionnel.

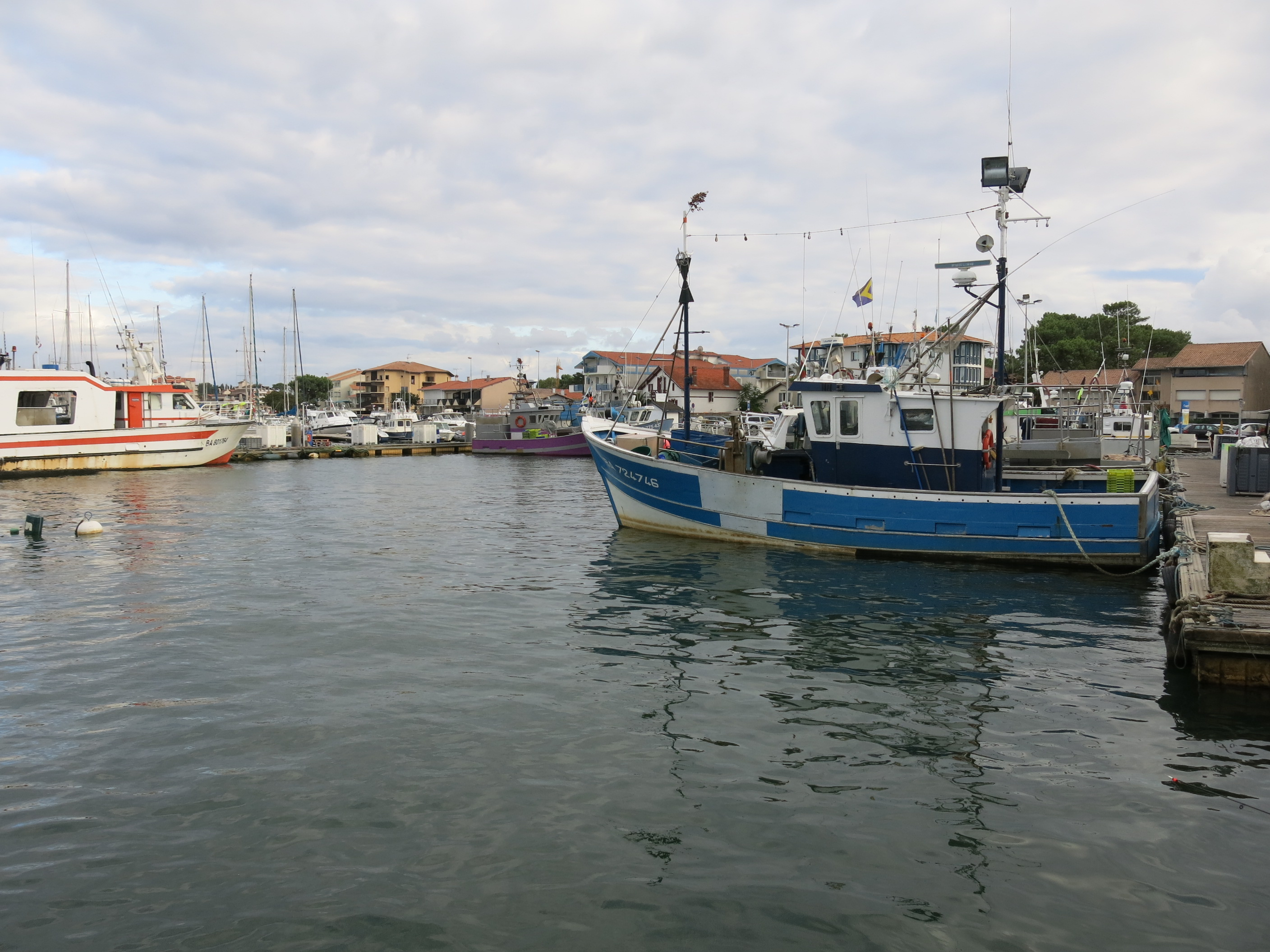
Port de pêche
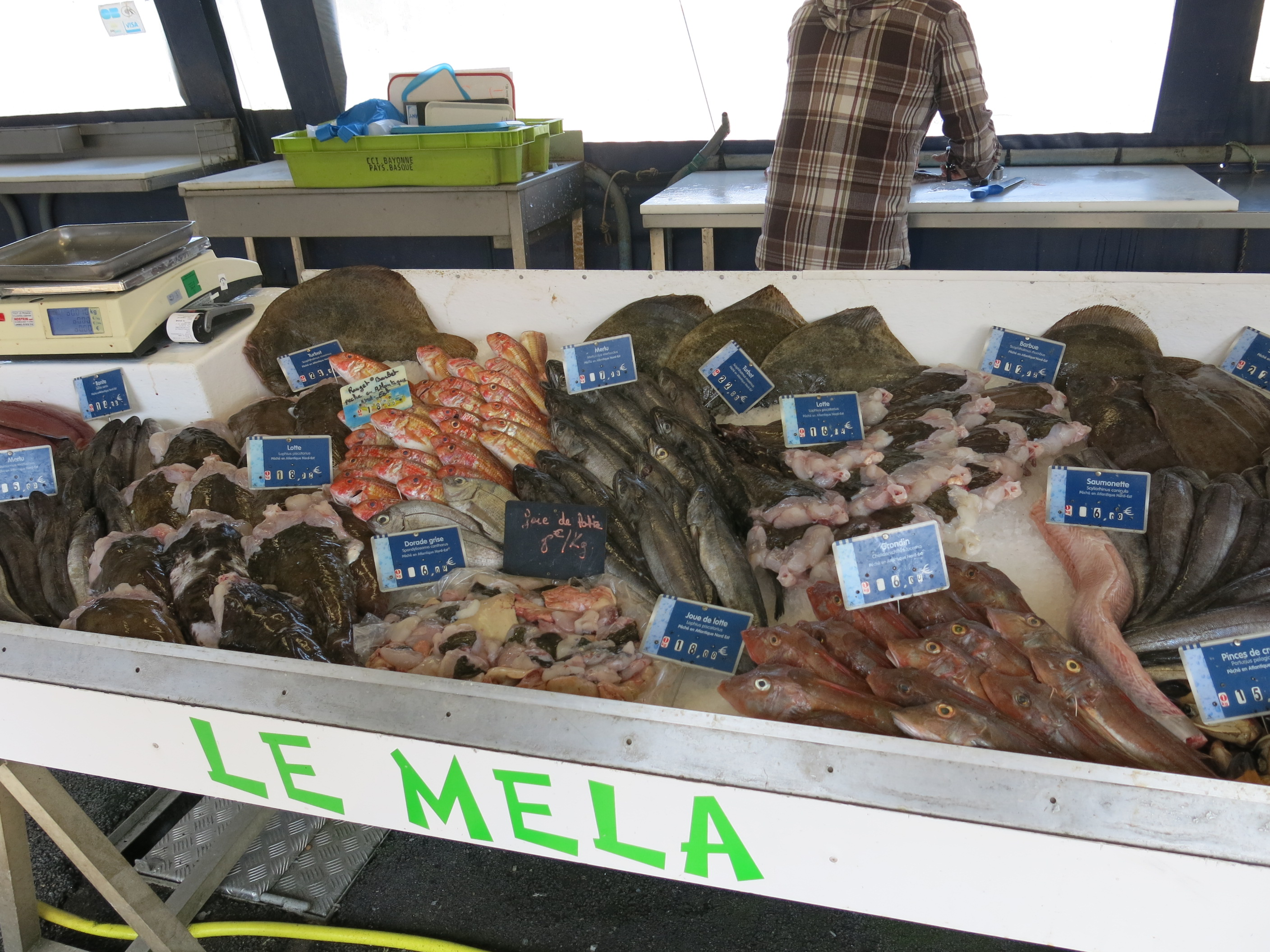
Vente directe du poisson sur le quai

Le gouf de Capbreton, au large des côtes, offre aux pêcheurs une ressource en poissons de roches (rouget, grondin, rascasse...) et des crustacés, plus habituels des côtes rocheuses de la Bretagne. Les grands fonds attirent aussi des espèces des zones pélagiques de thonidés (thon, bonite, etc.) et des céphalopodes (calmar, chipiron, etc.).

### Aménagements
L'estacade constitue le premier aménagement portuaire à Capbreton. Elle est édifiée sous le Second Empire sur décision de Napoléon III du 11 septembre 1858. Le canal d'Hossegor est percé quant à lui en 1876. Il permet l'alimentation du lac d'Hossegor par les eaux de l'océan.

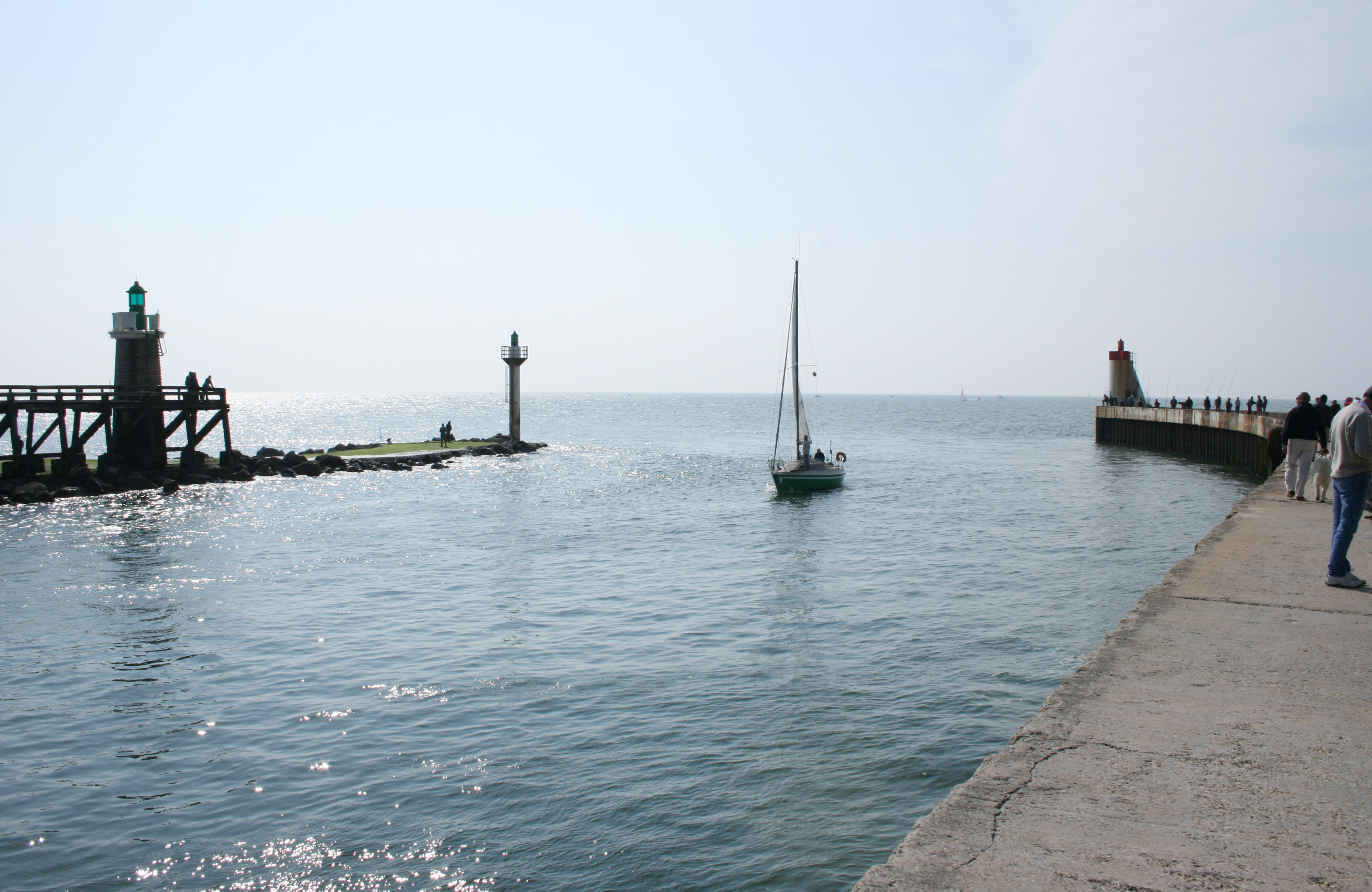
Entrée du port de Capbreton par la passe du Boucarot
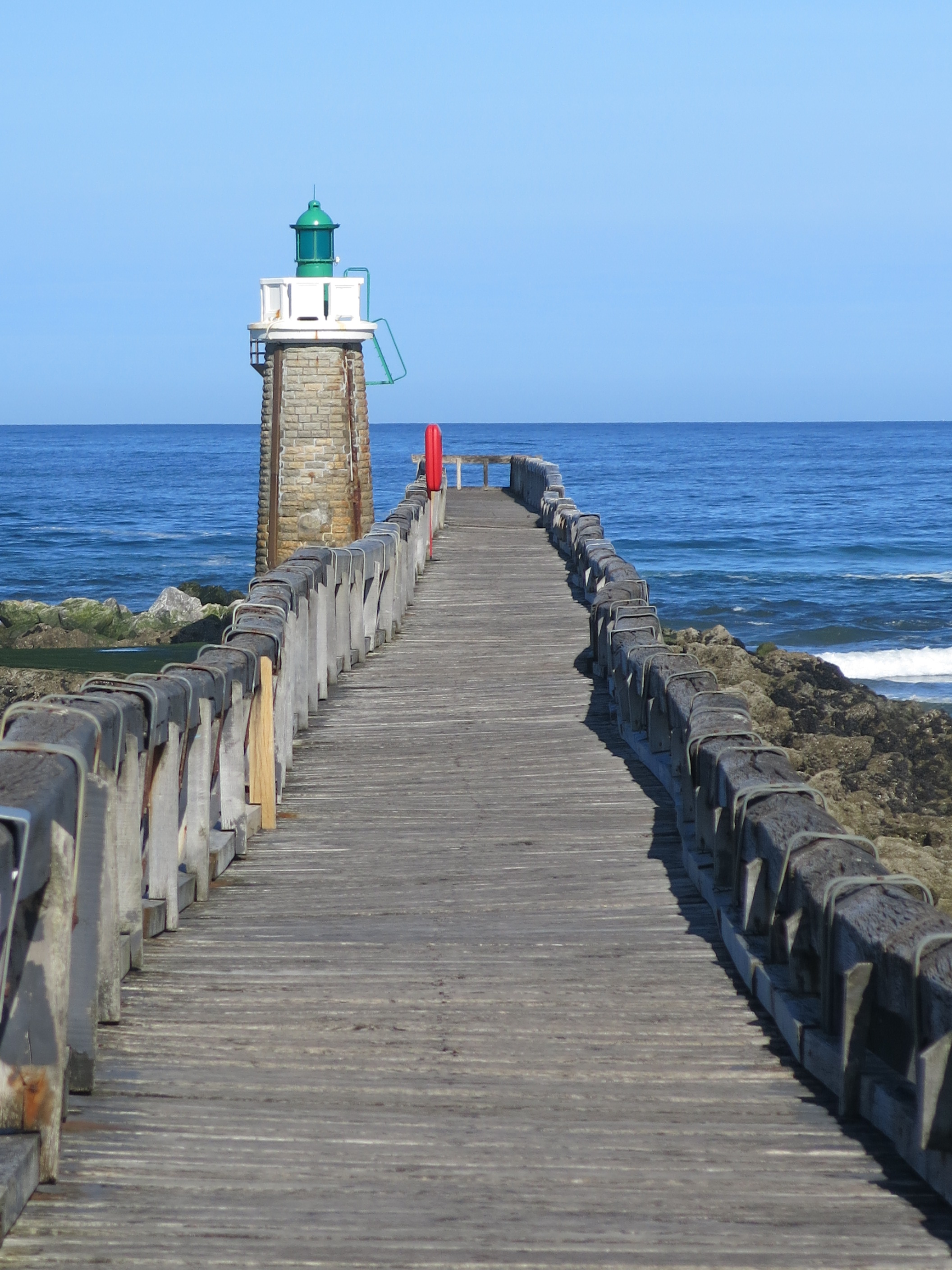
L'estacade (1858)

Le port de pêche d'origine est transformé en port de plaisance sous l'impulsion de la Mission Interministérielle d'Aménagement et de Côte Aquitaine (MIACA). De 1973 à 1991, cinq bassins sont aménagés : Pompidou, Pêcherie, Bonamour, Les Corsaires et Le Bourret, portant la capacité à près de mille anneaux.

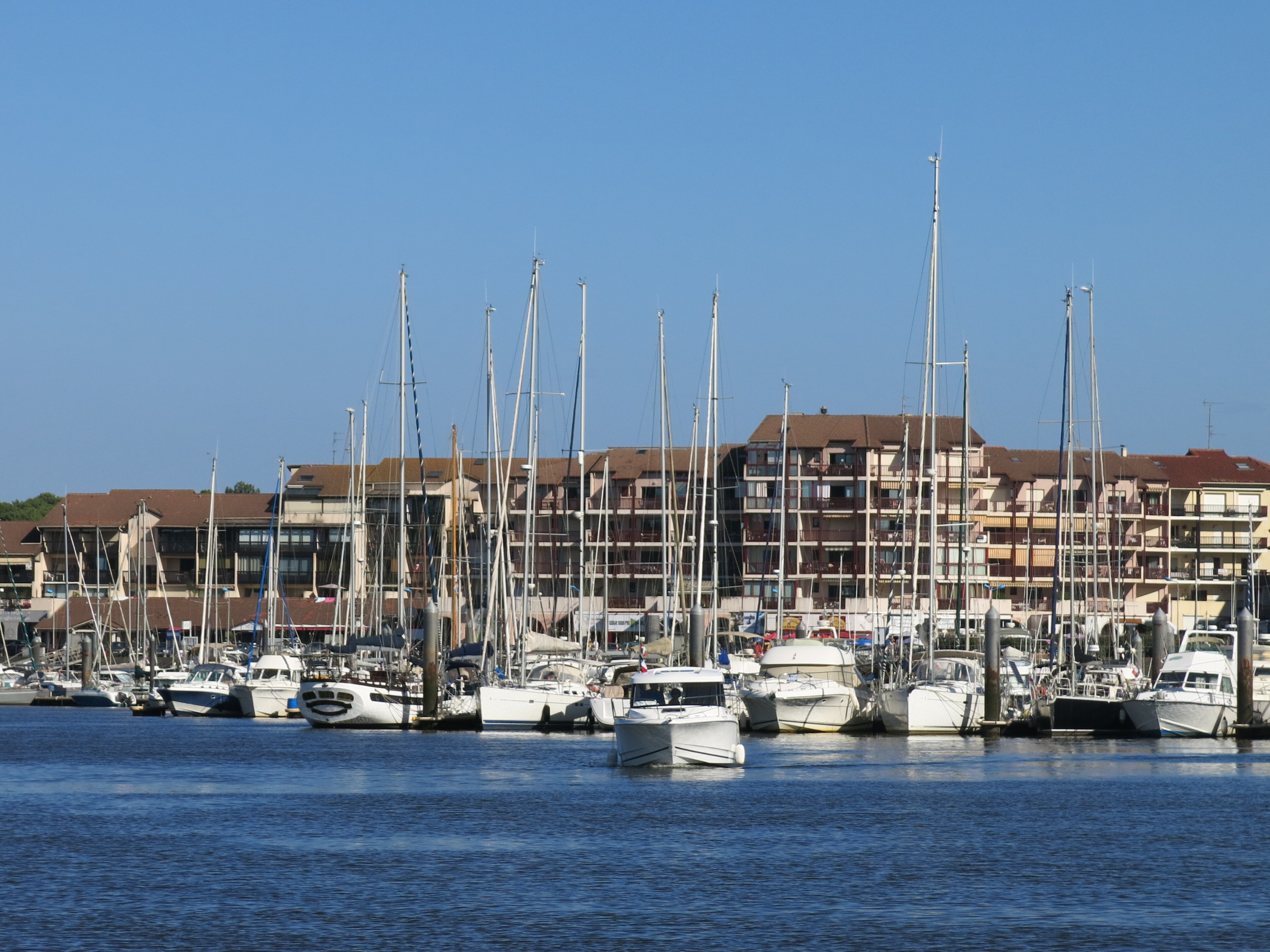
Port de plaisance

## Historique
Les Rôles Gascons attestent de la présence au Moyen Âge de grands cétacés dans les eaux du golfe de Gascogne, notamment dans les parages du gouf de Capbreton. L'endroit était véritablement infesté de baleines, rorquals, orques et cachalots, à tel point qu'Édouard II, roi d'Angleterre et duc d'Aquitaine, passe un acte en 1315 relatif à l'échouement des baleines sur les côtes de Biscarrosse et de Saint-Julien-en-Born. Son fils et successeur, Édouard III, affecte en 1338 les droits considérables sur la pêche à la baleine à l'équipement d'une flotte entière. Avec le temps, la surpêche et l'éloignement des peuplements de baleines, la recherche des grands cétacés a conduit les pêcheurs basques et capbretonnais au large des côtes de l'Islande et du Labrador. Ils se sont ensuite tournés vers la pêche à la morue, au large de Terre-Neuve. Les derniers Terre-neuvas disparaissent des ports gascons (Bordeaux et Bayonne) dans les années 1960. Durant la Seconde Guerre mondiale, l'armée d'occupation allemande fait ériger les blockhauss de Capbreton dans le cadre du dispositif de défense du mur de l'Atlantique afin d'empêcher le débarquement sur les plages de la station et l'accès au port.